# Guilherme César da Rocha

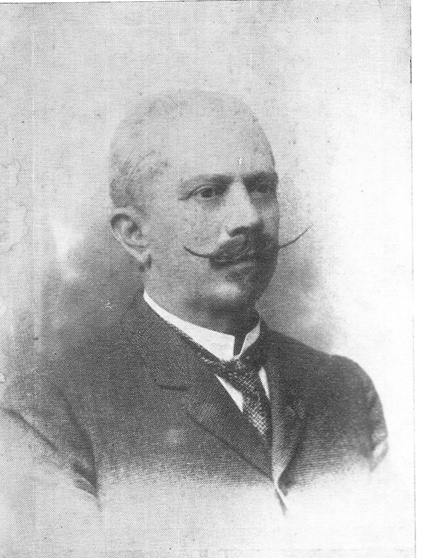
Guilherme Rocha

Guilherme Cesar da Rocha ou apenas Guilherme Rocha (Fortaleza, 16 de agosto de 1846 – julho de 1928) foi um político brasileiro, intendente (prefeito) de Fortaleza e comerciante, responsável por obras urbanísticas importantes na capital do estado do Ceará, no final do século XIX e início do século XX. Filho de Manoel Antonio da Rocha Júnior, negociante e cônsul da Bélgica, e de Joaquina Mendes da Rocha, nascida em Canindé, realiza seus estudos preparatórios no Rio de Janeiro e matricula-se na Escola de Guerra, que abandonou por motivos de saúde quando cursava o terceiro ano. De volta ao Ceará, dedica-se à área do comércio antes de alcançar postos relevantes na política e administração pública.

## Política
Durante o Império, ascendeu às posições de 4º vice-presidente e de vice-presidente (hoje vice-governador) da então Província do Ceará (hoje Estado do Ceará). Foi, igualmente, comandante superior da Guarda Nacional, deputado e "intendente" (prefeito) de Fortaleza, cargo que exerceu de 12 de julho de 1892 a 3 de fevereiro de 1912.
Nesse período, foi responsável por importantes obras urbanísticas na capital cearense, como a primeira urbanização da Praça do Ferreira (1902), obras na Praça Marquês do Herval (atual Praça José de Alencar) e na Praça Caio Prado (hoje Praça da Sé). Foi responsável, igualmente, pelas construções metálicas do Mercado de Ferro, originalmente instaladas na Praça Carolina (atual Praça Waldemar Falcão), que acabaram desmembradas em 1938, com o que é hoje o Mercado dos Pinhões sido transferido para a Aldeota e o complexo que herdou o nome de Mercado de Ferro realocado na Aerolândia. 

## Funções administrativas
Ocupou, ao longo de 30 anos, cargos na mesa administrativa da Santa Casa de Misericórdia de Fortaleza, sendo seu tesoureiro por 16 anos. Durante 14 anos, exerceu o cargo de agente do Lloyd Brasileiro. Foi exonerado das duas funções após o movimento armado que depôs o governador Antônio Pinto Nogueira Accioly, em 1912. Em seguida, foi nomeado administrador dos Correios do Ceará, em 15 de maio de 1913.